# Hermandad de la Humildad (Lebrija)
La Hermandad de la Humildad es una cofradía de culto católico instaurada en la ciudad de Lebrija, Andalucía, España con sede canónica en la capilla de Nuestra Señora de la Aurora. Realiza su Estación de Penitencia el Miércoles Santo dentro de los actos de celebración de la Semana Santa de Lebrija. Su nombre completo es Venerable Hermandad y Cofradía de Ntro. Padre Jesús de la Humildad, Ntra. Sra. de la Victoria, Ntra. Sra. de la Aurora y San Juan Evangelista.

## Historia
El origen de esta hermandad se remonta al año 1640 cuando el gremio de los molineros del pueblo la establecen en un altar en el Patio de los Naranjos de la Iglesia de Santa María de la Oliva. En este altar ubicado en uno de los pasillos de dicho patio se encontraba una talla de San Francisco de Padua bajo la insignia del Cristo de la Humildad y Paciencia. Esta imagen es la que la hermandad toma referencia para sacarla en procesión la tarde del Miércoles Santo. A este altar se le construyó un arco conformando una capilla donde, en 1642, se ubicaría una imagen de Cristo adquirida por la hermandad.
En la década de 1730 se incorporó la imagen de la Virgen de la Victoria, por lo que los hermanos decidieron construir otro altar en unos terrenos aledaños al Patio de los Naranjos. A finales de siglo, las imágenes se trasladan a la Capilla de los Vela.
A finales del siglo XIX, se le hace una nueva saya a la Virgen de la Victoria, procesionando con ella hasta mediados del siglo XX. En este periodo, la imagen procesionaba el Miércoles Santo con esta hermandad y el Viernes Santo con la Hermandad del Santo Sepulcro.
Durante el siglo XX, la corporación tuvo momentos delicados donde casi desaparece debido a desavenencias o dejadez de los miembros. Aun así, se solucionaron todos los problemas y en 1978 la hermandad realiza su traslado definitivo a su actual sede, la Capilla de la Aurora, aunque no es hasta 1980 cuando realiza su estación de penitencia desde ahí. Desde entonces la imagen de la Virgen de la Aurora ha establecido una vinculación con la hermandad manifestándose en la procesión anual que se realiza el 15 de agosto con motivo de la Asunción de María. Desde 1991, la mañana del Miércoles Santo, el alcalde de Lebrija entrega del Bastón de la ciudad a la Virgen de la Victoria para que lo lleve en su recorrido procesional.
Tradicionalmente, la hermandad recibe el nombre de los "Zagales" debido al gran número de pastores jóvenes que se ofrecían para llevar a la imagen de San Juan Evangelista.En 2014, esta imagen dejó de formar parte del cortejo del Miércoles Santo. 
En 2013, en el seno de la hermandad se creó la Agrupación Musical Humildad de Lebrija que acompañó al paso de misterio de dicha hermandad y acompañó musicalmente a otras hermandades de la comarca. En 2024, la agrupación se desvinculó de la hermandad. 

## Pasos e imágenes de la hermandad

### Misterio de Nuestro Padre Jesús de la Humildad
La talla actual del Cristo de la Humildad es una obra del imaginero Juan Abascal Fuentes realizada en el año 1981. Se basa en una imagen de Jesús de Nazaret sentado en una roca, con la cabeza girada ligeramente hacia la izquierda, con la mirada perdida hacia abajo y mostrando una actitud pensativa mientras sujeta su mejilla con la mano derecha. Representa el momento antes de la crucifixión. Lo rematan una corona de espinas y tres potencias doradas. Destaca el estudio minucioso de la anatomía de la imagen aportando realismo a la escultura. Esta imagen sustituye a la antigua talla del siglo XVII debido al mal estado de esta y que se encuentra expuesta en la Casa de Hermandad.

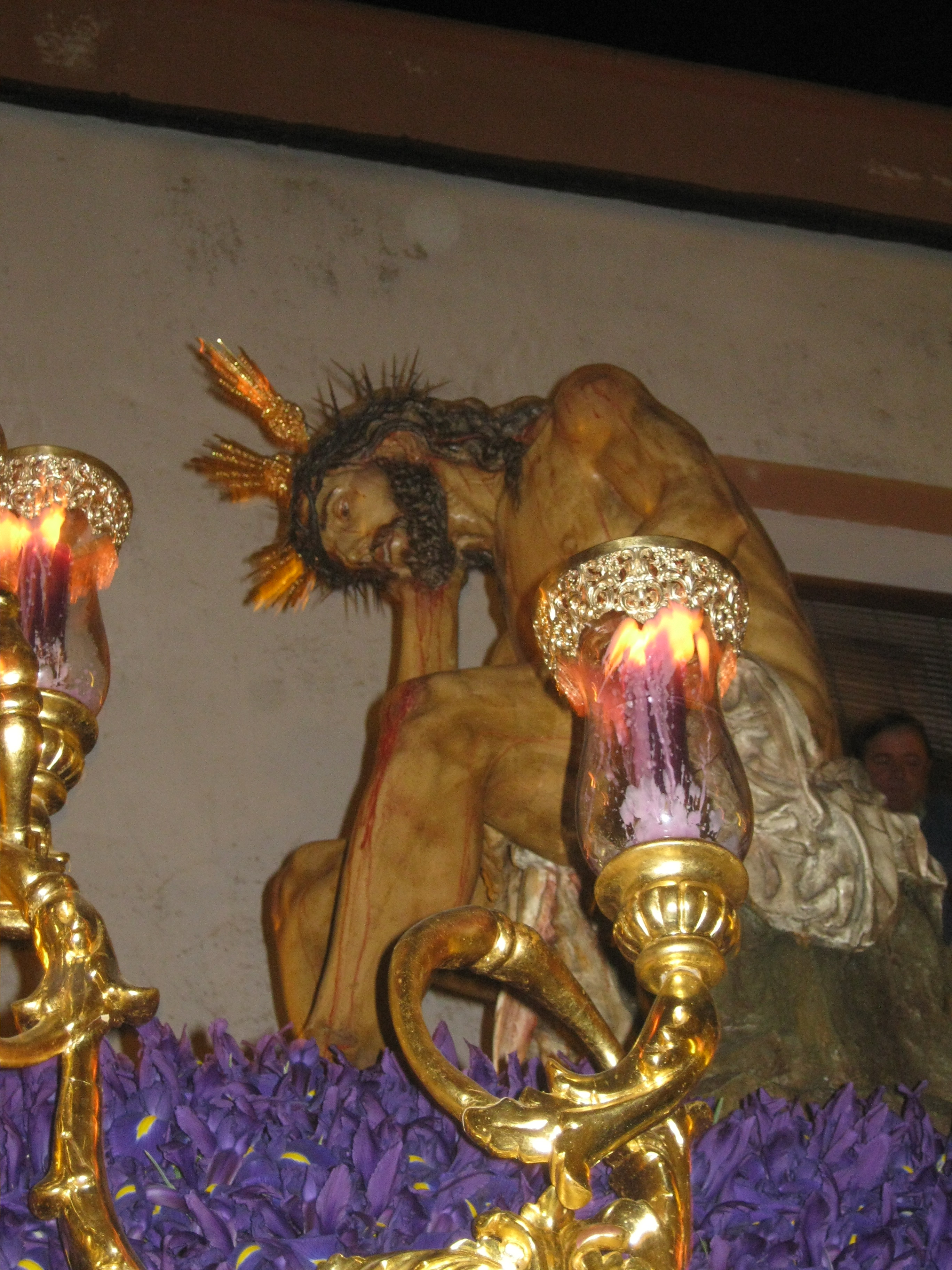
Nuestro Padre Jesús de la Humildad en su paso

El paso de misterio con capacidad para 45 costaleros está compuesto de varias imágenes que complementan la escena. En concreto se trata de la talla de un niño, un centurión romano, dos sayones y otras tallas menores. Todas son obra de Juan Abascal Fuentes. La talla del paso, creada entre 1994 y 1995 por Antonio Ibáñez, es de estilo barroco constituida por motivos florales. Al año siguiente se realizó el dorado del mismo en los talleres de San Francisco, en la localidad gaditana de Sanlúcar de Barrameda. Ese mismo año se añaden cuatro imágenes de los Evangelistas en las cuatro esquinas.
En septiembre de 2021, la hermandad aprobó un proyecto de ejecución de un nuevo misterio con una escenografía totalmente renovada a cargo del escultor Manuel Martín Nieto. Se trata de un total de siete imágenes compuestas por los ladrones Dimas y Gestas, cuatro soldados romanos y un sayón. El estreno de este conjunto escultórico se realizará en la Semana Santa de 2025.

### Palio de Nuestra Señora de la Victoria
La talla de la Virgen data del siglo XVII y es de autor anónimo, aunque se teoriza sobre la posibilidad de ser obra de José Montes de Oca y León por sus rasgos estilísticos o incluso de alguno de los alumnos de Martínez Montañés. Destaca la forma de su nariz, así como su mirada profunda acompañada de varias lágrimas de cristal que reflejan su dolor. 
El conjunto del paso es de estilo barroco y con capacidad para 35 costaleros. El palio y los faldones de terciopelo verde fueron diseñados y bordados en el taller de bordados que la propia hermandad posee. El manto del mismo terciopelo verde está decorado con 365 estrellas bordadas y desiguales. En 1977 se unen los varales y la peana. Los respiraderos de 1983 son de alpaca plateada y ampliados en 2009. La candelería fue adquirida a la Hermandad del Buen Fin de Sevilla en 1981 y restaurada en 2011. En 2017 se estrenó el nuevo techo del palio donde destaca la imagen pictórica de la Virgen de la Aurora, de gran vinculación a la hermandad. 

### Paso de Gloria de Nuestra Señora de la Aurora
Fuera de la Semana Santa de la localidad, la hermandad celebra la festividad de la Asunción de María el día 15 de agosto (Fiesta nacional en España). La hermandad se hace cargo de la imagen de Nuestra Señora de la Aurora al realizar su traslado a su sede actual.
La imagen, de autor anónimo, data como una obra del siglo XVIII según la similitud en el estilo artístico de imágenes coetáneas del municipio. La talla es de tamaño natural y presenta un movimiento curvado a la izquierda en contraposición al rostro que gira hacia la derecha. Coloca las manos cruzadas sobre su pecho. La vestimenta es de tonos claros, dorados y estofada con decoración ornamental. Destaca su realismo simulando el efecto del viento. La Virgen se encuentra posada sobre una nube donde se encuentran cinco ángeles.
El 28 de junio de 1996 se publica un informe acerca del estado de conservación de la imagen que detalla una estructura interior delicada y bastante mermada por los años suponiendo motivo de restauración. Finalmente, en el año 2000 se produjo tal restauración por el escultor Juan Herrera Cala.
El paso donde procesiona cada mañana del 15 de agosto perteneció a la imagen del Señor de la Humildad y posteriormente a la imagen de San Juan Evangelista. Este último formó parte del cortejo procesional en la tarde del Miércoles Santo hasta mediados de la segunda década del siglo XXI. Dicho paso fue adquirido en 1980 a la Hermandad de San Pedro de Estepa (Sevilla).
El paso es de color caoba y está compuesto por respiraderos y canastilla con apliques de plata. Está alumbrado por una candelería de plata de 18 piezas, y 6 candelabros con guardabrisa en la parte posterior. La peana es de color caoba con apliques de plata. Los faldones son color burdeos con bordados en palta. El exorno floral suele estar compuesto por nardos debido a la época del año. 